# Rie Tomosaka
Rie Tomosaka (jap. ともさか りえ Tomosaka Rie; ur. 12 października 1979 r. w Nagano) – japońska aktorka i piosenkarka. Używa również pseudonimu Eri Sakatomo (jap. さかともえり Sakatomo Eri).

## Filmografia

### Seriale
- Ashi-Girl (NHK 2017)
- Blanket Cats (NHK 2017)
- Shikaku Tantei Higurashi Tabito (NTV 2017)
- Jimi ni Sugoi! Kouetsu Girl Kouno Etsuko (NTV 2016)
- Ie Uru Onna (NTV 2016)
- Higanbana ~ Keishichou Sousa Nanaka (NTV 2016)
- Utenai Keikan (Wowow 2016)
- Kekkon ni Ichiban Chikakute Tooi Onna (NTV 2015)
- Oyaji no Senaka (TBS 2014) odc.4
- Hanako to An (NHK 2014)
- Gekiryuu ~ Watashi wo Oboete Imasuka? (NHK 2013)
- Mayonaka no Pan'ya-san (NHK BS Premium 2013)
- Last Dinner (NHK BS Premium 2013)
- Aibou 11 (TV Asahi 2012)
- Hakuouki (BS NHK 2012)
- Kodoku no Gurume 2 (TV Tokyo 2012)
- Yonimo Kimyona Monogatari 2012 7-sai ni Nattara (Fuji TV 2012)
- Chocho-san (NHK 2011)
- Teppan (NHK 2010)
- Zettai Reido (Fuji TV 2010) odc.10
- Tenshi no Wakemae (NHK 2010)
- Tokyo Dogs (Fuji TV 2009)
- Boku no Imoto (TBS 2009)
- Oh! My Girl!! (NTV 2008)
- Atsu-hime (NHK 2008)
- Abarenbo Mama (Fuji TV 2007)
- Shin Machiben (NHK 2007)
- Sexy Voice and Robo (NTV 2007) odc.8,9
- Kaette Kita Jikou Keisatsu (TV Asahi 2007) odc.4
- Konshu Tsuma ga Uwaki Shimasu (Fuji TV 2007)
- Koi no Kara Sawagi Drama Special Love Stories III (NTV 2006)
- Yonimo Kimyona Monogatari Ame no Homonsha (Fuji TV 2006)
- Kami wa Saikoro wo Furanai (NTV 2006)
- Satomi Hakkenden (TBS 2006)
- Start Line (Fuji TV 2005)
- Anego (NTV 2005) jako Sawaki Eriko
- Atarashii Kaze (TBS 2004)
- Kaettekita Locker no Hanako-san (NHK 2003)
- Suika (NTV 2003)
- Locker no Hanako-san (NHK 2002)
- Haru Ranman (Fuji TV 2002)
- Yonimo Kimyona Monogatari Mom in Stores Now! (Fuji TV 2001)
- Kiken Na Tobira - Ai Wo Tejou De Tunagu Toki (TV Asahi 2001)
- Joshiana (Fuji TV 2001)
- Tokimune Hojo (NHK 2001)
- Kimi ga Oshietekureta Koto (TBS 2004) 2000)
- Yamada Ikka no Shinbo (TBS 2004) 1999)
- Africa no Yoru (Fuji TV 1999)
- Haru no Wakusei (TBS 2004) 1999)
- Tabloid (Fuji TV 1998)
- Ojousama Meitantei (NHK 1998)
- Kira Kira Hikaru (Fuji TV 1998) odc.6
- Five jako Takigawa Asami (NTV 1997)
- Santa ga Koroshi ni Yatte Kita KTV 1996)
- Kindaichi Shonen no Jikenbo 2 (NTV 1996)
- Hanayome wa 16-sai (TV Asahi 1995)
- Yonimo Kimyona Monogatari Tomoko no Nagai Yoru (Fuji TV 1995)
- Kindaichi Shonen no Jikenbo (NTV 1995)
- Yonimo Kimyona Monogatari Tomoko no Nagai Asa (Fuji TV 1995)
- Ue wo Muite Aruko (Fuji TV 1994)
- Subarashiki Kana Jinsei (Fuji TV 1993)

### Filmy
- Sunny: Tsuyoi Kimochi Tsuyoi Ai (2018)
- Policeman and Me (P to JK) (2017)
- Oh My Zombie! (O Mai Zetto!) (2016)
- 100 Kai Naku Koto (2013)
- Haizai Kamisama No Iu Toori (2012)
- Aburakusasu no Matsuri (2010)
- Chonmage Purin (2010)
- Ikechan to Boku (2009)
- Jirocho sangokushi (2008)
- Utatama (2008)
- 1980 (2003)
- Worst by Chance (2003)
- Aiki (2002)
- CROSS (2001)
- Sentimental City Marathon (2000)
- Tomoko no baai (1996)

## Dyskografia

### Albumy studyjne
Rie Tomosaka
- 16.4.1997 um
- 24.2.1999 Murasaki. (むらさき。)
- 24.6.2009 Toridori. (トリドリ。)

Eri Sakatomo
- 22.12.1997 Sakasama (さかさま)

### Single
Rie Tomosaka
- 10.4.1996 Escalation
- 7.7.1996 Kusyami (くしゃみ)
- 19.2.1997 Naichaisou-yo (泣いちゃいそうよ)
- 16.5.1997 Futari (2人)
- 13.5.1998 Koishiteru (恋してる)
- 26.8.1998 Itoshii Toki (愛しい時)
- 27.1.1999 Cappuccino
- 21.6.2000 Shoujo Robot (少女ロボット)

Eri Sakatomo
- 10.7.1996 Suki-ni natta-ra KIRIN LEMON (好きになったらキリンレモン)
- 25.10.1996 Docchi-demo IN (どっちでもIN)
- 8.8.1997 Inazuma Musume (稲妻娘)

Gonna be fun
- 11.11.1997 Birthday Party